# Hausvik
Hausvik is een plaats in de Noorse gemeente Osterøy, provincie Vestland. Hausvik telt 542 inwoners (2007) en heeft een oppervlakte van 0,39 km².